# Мальцев, Станислав Владимирович
Станисла́в Влади́мирович Ма́льцев (18 июля 1929, Свердловск — 10 мая 2020, Тюмень) — советский российский писатель, прозаик, драматург, журналист. Член Союза писателей России с 1985 года.

## Краткая биография
В 1953 году окончил отделение журналистики Уральского государственного университета.
С 1957 года жил в Тюмени. Работал журналистом в газете «Тюменская правда», с 1956 года — ответственным секретарём, а с 1964 года — заместителем редактора.
В 1973 назначен собственным корреспондентом агентства печати «Новости» (с 1991 года — РИА «Новости»), где работал до 2000 года.
Станислав Мальцев получил известность и признание как детский писатель.